# Портрет Д. А. Фурманова
«Портрет Д. А. Фурманова» («Портрет писателя Д. А. Фурманова») — картина российского и советского художника Сергея Малютина, созданная в 1922 году. Находится в коллекции Государственной Третьяковской галереи. На ней изображён видный участник Гражданской войны и советский писатель Дмитрий Андреевич Фурманов. «Портрет Д. А. Фурманова» — самое известное произведение художника и одно из лучших произведений советской портретной живописи. Искусствовед, автор монографии о творчестве художника, И. Илюшин назвал картину «подлинным триумфом портретного искусства», писал, что советский человек не может представить писателя иным, чем изобразил его художник на этом полотне. По мнению доктора искусствоведения Дмитрия Сарабьянова, художнику удалось запечатлеть на портрете образ нового советского человека — интеллигента и гуманиста, ставшего преемником всего прогрессивного, что было в культурном наследии дореволюционной России.
Кандидат искусствоведения Кира Сазонова считала, что «Портрет Д. А. Фурманова» необычен по своей живописно-пластической структуре и использованным художником поэтическим средствам. С одной стороны, он достаточно традиционен (создан в продолжение реалистических традиций дореволюционной России). С другой стороны, портрет не только был произведением нового времени, но и закладывал сам фундамент нового искусства. Кандидат искусствоведения Валентина Князева считала, что картина Малютина создавала основы будущего метода социалистического реализма, так как она передаёт в личности героя как индивидуальное начало, так и типичные черты человека своего времени.

## История создания и судьба картины
За свою жизнь Малютин создал более 300 пастельных и масляных портретов, при этом портрет, по утверждению Дмитрия Сарабьянова, не был для него только поводом для демонстрации своего мастерства. Героями художника становились не знакомые и близкие ему люди, а крупные деятели русской культуры. Сергей Малютин сразу принял Октябрьскую революцию, большевиков он называл «носителями правды и счастья». В 1922 году он вступил в Ассоциацию художников революционной России, фактически был одним из её создателей, первые заседания АХРР проходили на квартире художника. В конце 1910-х — 1920-х годах Малютин создал целую галерею портретов людей новой эпохи, в которую вошли художники, писатели, учёные, врачи, инженеры, а со временем — ещё и рабочие, а также военнослужащие Красной армии.
В каталоге персональной выставки произведений С. В. Малютина, состоявшейся в Москве в 1934 году, картина фигурирует под названием «Портрет Д. А. Фурманова», датой её создания указан 1920 год. Доктор филологических наук Александр Бережной в своей книге «Фурманов-журналист», вышедшей в 1955 году, относил портрет к 1921 году. В настоящее время он датируется искусствоведами Третьяковской галереи 1922 годом.

### Д. А. Фурманов в начале 20-х годов
К весне 1921 года Фурманов работал начальником политотдела IX армии Рабоче-крестьянской Красной армии. После восстановления советской власти в Грузии, его назначили в XI армию редактором газеты «Красный воин». В июне 1921 года Фурманов переехал в Москву, где начал работу сначала в литературном отделе Реввоенсовета, позднее — в Высшем военном редакционном совете, где он занял пост начальника части периодической литературы (А. Калнберзина упоминает также его работу в журнале «Военная мысль и революция»), а в августе того же года — демобилизовался. В первое время после приезда в столицу Фурманов испытывал серьёзные материальные затруднения. Он был вынужден писать большое количество статей, рецензий, одновременно, по его собственному выражению, произнося «проклятье гонорару». Чтобы разобраться в сложном и бурном литературном процессе того времени, Фурманов посещал диспуты, спектакли, выступления поэтов в Политехническом музее, Всероссийский союз поэтов, Дом печати, кафе имажинистов.... В октябре 1921 года Фурманов был зачислен студентом 2 курса факультета общественных наук МГУ. В сентябре 1923 года он получил работу в Госиздате редактором по современной художественной литературе, а в июне 1924 года — одновременно с ней ещё и работу рецензента в Истпарте. В 1922 году Дмитрию Фурманову шёл 31 год, но на портрете он кажется моложе.
Советский критик, редактор, журналист и историк Вячеслав Полонский писал о встречах с Фурмановым в начале 20-х годов:

«Это был молодой, сухощавый человек, среднего роста, стройный, с красивым лицом… Сильное впечатление производили на меня его глаза. Большие, они казались чёрными и широко открытыми. Его глаза не скользили, а останавливались подолгу… Казалось, что в тёмной глубине этих внимательных глаз горел невидный, но жаркий огонь… Всегда сдержанный, он представлялся скрытным, замкнутым, точно один на один с собой упорно обдумывал что-то, ни с кем не делясь своей внутренней работой. Улыбался он редко, а когда улыбался — белые крепкие зубы блеском освещали лицо, оно делалось мальчишеским и задорным…»— Павел Куприяновский. Искания, борьба, творчество
В январе 1922 года в дневнике Фурманова появилась первая запись о замысле романа «Чапаев». Многие месяцы прошли в размышлениях о будущем романе. Осенью началась непосредственная работа над книгой. В октябре — декабре Фурманов уже работал над романом и ночью и днём. За это время и была создана книга.

### Датировка и обстоятельства создания портрета
По утверждению искусствоведа Алины Абрамовой, к Сергею Малютину Фурманова привёл русский советский «крестьянский поэт» и художник, последний председатель Товарищества передвижников и первый председатель Ассоциации художников революционной России П. А. Радимов. Мастерская художника находилась тогда на восьмом этаже одного из нескольких строений дома 21 на Мясницкой улице. Сам Павел Радимов в книге воспоминаний «О родном и близком» упоминал этот эпизод и сообщал, что уговорил Фурманова позировать для неназванной выставки. «Фурманов позировал с великим смущением, очень конфузился и заливался румянцем, как деревенская девушка», — вспоминал Радимов.
Доктор искусствоведения, старший научный сотрудник НИИ Академии художеств СССР Леонид Зингер с удивлением писал, что ни в многочисленных рукописях Сергея Малютина, ни в дневниковых записях Дмитрия Фурманова ему не удалось найти никаких упоминаний о работе художника над портретом писателя. Фурманов вообще только однажды упомянул имя художника: значительно позже — зимой 1923 года в дневнике в связи с посещением мастерской гравёра В. Д. Фалилеева. Он написал, что там так же неуютно и холодно, как и в мастерской Малютина. Именно поэтому Зингер считал чрезвычайно ценным записанный им рассказ дочери Сергея Малютина — Ольги Малютиной, посвящённый этому событию (записан 30 июля 1968 года). По её словам, портрет Фурманова художник писал зимой — либо в начале, либо в конце 1922 года. В нетопленой мастерской Малютина было очень холодно, поэтому Фурманову пришлось накинуть шинель. По мнению Зингера, начало года в расчёт можно не принимать, так как Фурманов изображён на полотне с орденом. Орден Красного Знамени был им получен не раньше весны 1922 года по приказу Реввоенсовета республики 29 марта 1922 года. По утверждению Леонида Зингера, состоялось пять сеансов. Был запланирован ещё один — последний. Художник собирался доработать руки героя и «окончательно пройтись по всему портрету». Фурманов оказался занят созданием романа, поэтому последний сеанс так не состоялся. Сергей Малютин был вынужден заканчивать портрет по памяти. Леонид Зингер предполагал, что именно во время работы над романом «Чапаев» в конце 1922 года писатель позировал Сергею Малютину.
По другому рассказывает этот эпизод в своей монографии о художнике искусствовед Алина Абрамова, ссылаясь на те же воспоминания дочери художника. Малютин якобы рассчитывал ещё на два сеанса, чтобы дописать руки писателя. Но Фурманов заболел, а затем уехал в командировку летом 1922 года. Телефоны у него после командировки изменились. Осенью он работал, почти не отрываясь, над «Чапаевым». Работа же художника над портретом так и не была возобновлена. Малютин надеялся на продолжение сеансов и поэтому, считая портрет незаконченным, не отдал его на выставку АХРР в 1922 году. Он был представлен только на выставку АХРР в следующем году. Портрет стал одним из центральных событий этой выставки.
Абрамова датировала портрет весной 1922 года. Она обнаружила запись в расходной книге художника (с сохранением орфографии и пунктуации оригинала): «Август 1922 г. 2 — среда. Выписка: 30 получено от Котова Н. Г. (по его словам) подъёмные 150 000 000 из „В. А. X. Р. Р.“ Из этой суммы сделаны взносы: Членский 4 м. 2 % на секретариат 3 м. Итого 7 000 000 Это, пока что? первая получка, а мною по сей день исполнено: сделан портрет Лазаревича, начат портрет Фурманова. Поездка в Т. губ. Намечается вторая г. Дмитров Моск. губ.». Эту запись она считала доказательством, что картина была написана до августа 1922 года. Суточный паёк семьи Малютина составлял в то время 13 000 000 рублей.
Ещё одну версию отстаивал кандидат исторических наук Дмитрий Шелестов. Летом 1922 года состоялась в Москве выставка АХРР «Жизнь и быт Красной Армии», прошедшая с большим успехом (это была вторая по счёту выставка Ассоциации). Было решено в следующем году провести новую выставку по этой же тематике к 5-летию Красной армии (четвёртая выставка Ассоциации получила название позже «Красная Армия»). Художники получили заказы на полотна. Сергею Малютину достался портрет Дмитрия Фурманова, только что получившего Орден Красного Знамени за личный героизм. Шелестов, как и Зингер, относил создание портрета к октябрю — декабрю этого года.
Сеансы позирования, по воспоминаниям О. С. Малютиной, проходили «в оживлённых беседах, которые доставляли отцу большое удовольствие, так как Фурманов был замечательным собеседником». Она вспоминала, что, позируя, писатель рассказывал художнику эпизоды своей военной биографии, в частности о Красном десанте 1920 года. Фурманов написал возле фотографии с портрета Малютина в альбоме, хранящемся, по утверждению Зингера, у наследников писателя: «Фурманов Дмитрий Андреевич. Начальник Политического управления Туркестанского фронта и комиссар Красного десанта, ходившего в тыл к неприятелю осенью 1920 года». По утверждению же Алины Абрамовой в её двух монографиях о художнике, такую запись Фурманов сделал в альбоме Малютина. По словам Абрамовой, Малютин увидел в Фурманове человека большого ума и сердца. Он высказывал желание сделать рисунки к «Чапаеву», когда книга будет закончена, показывал Фурманову книги, которые иллюстрировал, а на обложке одной из них («Городок») записал служебный и домашний телефоны писателя.

### Картина в собрании Государственной Третьяковской галереи
Картина находится в коллекции Государственной Третьяковской галереи. Инвентарный номер — 27794. В советское время она экспонировалась в постоянной экспозиции музея в зале № 36. Техника исполнения полотна — масляная живопись по холсту. Размер — 82 на 74 сантиметра (в каталоге 1987 года приводится другой размер — 82 на 71 сантиметр). Портрет подписан и датирован самим художником 1922 годом. В каталоге Выставки произведений С. В. Малютина в Москве 1934 года утверждалось, что картина на 1934 год уже являлась собственностью Государственной Третьяковской галереи. В книге «Государственная Третьяковская галерея. История и коллекции» и каталоге Третьяковской галереи 2017 года, напротив, утверждалось, что картина поступила в Третьяковскую галерею в 1948 году из Центрального Дома Красной Армии имени М. В. Фрунзе.
Картина была неоднократно представлена на выставках. Среди них: IV выставка АХРР в 1923 году в Москве (картина демонстрировалась на ней под названием «Портрет бывшего комиссара Красного десанта на Кубани Д. А. Фурманова»), VI выставка АХРР в Москве «Революция, быт и труд» в 1925 году (под названием «Портрет товарища Фурманова, начальника Политуправления Туркестанского фронта») и персональная выставка Сергея Малютина, состоявшаяся в Москве в 1934 году.

## Изображение на картине и его трактовка художником
Фурманов представлен на портрете за литературной работой — с походным портфелем, карандашом и бумагой, на нём одеты военная гимнастёрка и шинель. По мнению кандидата искусствоведения Галины Голынец, герой портрета объединяет в себе две основные темы этого периода творчества Малютина, — изображение человека новой эпохи и человека искусства. Доктор искусствоведения Михаил Лебедянский писал, что в портрете отсутствует малейший намёк на позирование модели или внешние эффекты. Напротив, Галина Голынец утверждала, что художник не скрывал, что его модель позирует. Это, по её мнению, чувствуется в удобном и одновременно выразительном положении тела Фурманова. Высоко оценивал художественные достоинства картины Леонид Зингер. Кроме биографической конкретности портрета, под ней Зингер понимал соответствие изображения реальной личности писателя, он выделял ещё и историческую — соответствие предметного мира портрета реалиям эпохи начала 20-х годов. Сергей Малютин восхищался Фурмановым, говорил про него: «Мягкая, чувствительная душа». Художник также угадал, по мнению Зингера, такие его особенности, которые ускользали даже от самых близких к Фурманову людей благодаря умению писателя владеть собой. Зингер отмечал, что Малютин сумел «распознать сложный характер в непрерывном развитии и совершенствовании, угадать истинно доминировавшие в нём черты».

### Образ писателя на портрете
На картине, на время отвлёкшись от записей, писатель погрузился в размышления. Внешний облик Фурманова на портрете Малютина близок биографическим заметкам современников о писателе. Они отмечали худощавую фигуру, красивое умное лицо с шапкой вьющихся волос, высокий лоб и большие тёмные живые и проницательные глаза, тонко очерченный рот. Известны несколько фотографий Дмитрия Фурманова 20-х годов. Зингер отмечал их несхожесть с портретом Малютина. В то же время люди, знавшие Фурманова и видевшие портрет, по словам искусствоведа, признавали его поразительное сходство с оригиналом.
Писатель одет в красноармейскую гимнастёрку, на груди у него боевой орден Красного Знамени, на плечи накинута шинель. Портрет заставляет зрителей вспомнить о Фурманове-комиссаре, герое Гражданской войны. В то же время художник изображает уже не военного, а писателя, студента, общественного деятеля, который хотя и не утратил отдельных черт воина, но уже перестроился на гражданскую жизнь. Внутренне собранный и подтянутый писатель расположился перед художником в свободной, непринужденной, чрезвычайно «мирной» позе. По пояс изображённая фигура немного откинулась назад, плечи даже касаются драпировки фона. Голова писателя склонилась к плечу, а руки расслаблены.
Зингер предполагал, что художник обратил внимание на признаки физического недомогания Фурманова (о котором он писал в это время в дневнике). Эти признаки отразились, по его мнению, на лице писателя (Малютин «разглядел оттенок едва уловимой усталости в ясном, улыбающемся, отзывчивом взоре, необычно яркий румянец на смуглых щеках»). Галина Голынец утверждала, что Малютин убедительно показал тяжёлую болезнь писателя через его грусть, физическую усталость и готовность, преодолевая трудности, продолжать работу. Она считала, что стихотворение С. А. Кирсанова «Разговор с Дмитрием Фурмановым», созданное в 1928 году уже после смерти писателя, «предвосхищено и навеяно» именно картиной Малютина.
Образ писателя отличается внутренней силой, но эта сила образа заявлена «негромко, сдержанно». Эта сдержанная скромность была характерна и для самого Фурманова. Малютин глубоко и тонко сумел раскрыть все подспудные пружины сложной натуры писателя, соединившей в себе несгибаемую волю и душевную теплоту, непримиримость и сердечность, математически точный деловой расчёт и почти детскую непосредственность, трезвый ум и страстную эмоциональность. Зингер особо выделял изображённые Малютиным глаза его героя. Их мягкий бархатистый свет излучает «пытливую мысль, как бы сконцентрировал все лучшие свойства портретируемого, из которых складывается одно всеобъемлющее свойство — человечность». Человечность, по мнению Зингера, является доминантой в портрете Дмитрия Фурманова. Поэтому и композиция холста, использованная художником, проста, естественна и спокойна. Подход к натуре Малютина, по мнению Зингера, перекликается с художественной манерой самого Фурманова. Станковая форма портрета Малютина близка живописному строю психологических образов Ильи Репина, Валентина Серова и Николая Ярошенко. С точки зрения Зингера, Фуманов имел много общих черт с лучшими представителями русской демократической интеллигенции конца XIX — начала XX века, которых запечатлели эти художники.
Новаторство портрета Фурманова Леонид Зингер видел не только в его форме, но и в портретной характеристике образа. Новым был сам типаж — человек, сформированный революцией. Зингер видела новаторство художника также в позе, жесте, выражении лица героя, изображении его костюма. Малютин проявил

«много находчивости, изобретательности, такта, чтобы раскрыть, обобщить, типизировать главное, основное. Портрет убеждает нас абсолютным сходством, поражает жизненностью сюжета, композиции, красок. А между тем, при внимательном рассмотрении, мы обнаруживаем в его деталях немало живописных „условностей“, благодаря которым, собственно, и создается истинно реалистический, а не иллюзорный образ».— Леонид Зингер. Советская портретная живопись 1917 — начала 30-х годов
Малютин отбросил несущественное или малосущественное и обобщил, укрупнил то, что служит выявлению характера героя: глаза (Сарабьянов отмечал в «обжигающих» взглядом глазах внутренний огонь, «готовый в любую минуту прорваться наружу»), лоб и рот. Это породило неотразимое впечатление внутренней силы, цельности и красоты героя. По воспоминаниям современника, глаза и волосы Фурманова не были настолько чёрными, а лицо настолько смуглым, румянец па щеках — настолько ярким. Защитного цвета гимнастёрка не могла быть столь серой, а шинель — охристой. Фон портрета, который составляют тёмно-зелёной (слева) и тёмно-коричневая (справа) драпировки, не соответствуют интерьеру, в котором проходила творческая деятельность писателя.
Валентина Князева отмечала, что художник изобразил Фурманова в глубоком раздумье. В мужественном, совсем юном лице отражаются «светлая мечта» и «романтика», серьёзные глаза светятся добротой и благородством.

### Композиция картины
Кандидат искусствоведения Елена Петинова считала композицию портрета характерной для творчества художника. По её мнению, такая композиция привносит динамику во внешне статичное положение модели. Фигура писателя располагается по диагонали почти квадратного холста, что создаёт «внутреннюю подвижность образа». Малютин использовал как графические, так и живописно-пластические средства достижения цели. К лицу сходятся намеренно чётко прорисованные линии одежды, а объёмно вылепленная голова выделяется на «уплощённо» написанной фигуре Фурманова.
Композиция портрета вводит зрителей в атмосферу неторопливого творческого размышления. Ясный и спокойный ритм полотна создан за счёт едва уловимых движений корпуса и головы писателя, мягким жестом рук, лежащих на портфеле. Фигура Фурманова изображена в трёхчетвертном повороте и сдвинута в левую часть холста. Линейный ритм определяется плавными диагоналями плеч, руки, оси головы и глаз. Они направлены в сторону, противоположную наклону головы. Это придаёт образу сдержанную динамику и усиливает ощущение сосредоточенности писателя, живой заинтересованности. Подобный приём Зингер отмечал в портретах Ильи Репина. Он также выделял кольцеобразное движение линий (от оси глаз через диагонали руки, портфеля, плеча, снова к глазам), которое придаёт композиции «уравновешенность, замкнутость, вполне согласные с изображённым характером».
Голынец также отмечала, что фигура писателя развёрнута слева направо, но поворот лица и взгляд противоположны этому движению, а композиционная ось картины сдвинута влево. В то же время чёрная полоса справа «центрирует положение лица на зелёном участке драпировки». К лицу, по её мнению, сходятся все линии: отвороты шинели, застёжка гимнастёрки. Голова писателя изображена Малютиным подчёркнуто объёмно. Её рельефная пластика особенно заметна в сравнении с пустотами фона и плоскостно-эскизно трактованной фигурой. Валентина Князева заметила, что второстепенные детали портрета (шинель, гимнастёрка, сумка, листы чистой бумаги) написаны намеренно «свободнее, шире», чтобы не отвлекать внимание зрителя от лица писателя.

### Цветовая гамма полотна
Колорит портрета прост и скромен. Российский искусствовед Галина Ельшевская объясняла это аскетизмом первых послереволюционных лет. Елена Петинова подчёркивала почти монохромную цветовую гамму портрета. Краски, по мнению Зингера, приближены к реальным. В цветовой гамме преобладают спокойные тёмно-зелёные, охристые и сероватые тона. Более яркими красками выделены «внутреннее свечение лучистых глаз портретируемого и алое пятнышко ордена». Лёгкие тени (на щеке, у шеи, уха, подбородка, высветленный лоб) одновременно придают лицу рельефность, подчеркивают внутреннюю выразительность образа и его психологическую глубину. Голынец также отмечала пятно алой ленты с орденом Красного Знамени на фоне «защитных цветов: охристого, серого и зелёного».
Фактура полотна, на первый взгляд, гладка и легка, почти прозрачна. На самом же деле, она плотная, местами пастозная, шероховатая. Единство кажущегося и действительного согласуется со сложностью и многогранностью образа героя, повышает эмоциональный накал портрета. Портрет, в отличие от дореволюционных работ Малютина, преимущественно выполненных пастелью, написан маслом, Зингер связывала это с исторической значительностью образа героя, которая потребовала более устойчивого и долговечного красочного слоя.

## Второй портрет Фурманова — вариант или этюд
Существует ещё один портрет писателя, выполненный Малютиным, — малоизвестное произведение художника. Это — погрудный портрет писателя, также исполненный маслом, но на небольшом куске фанеры. Этот портрет хранится в настоящее время в отделе рукописей Института мировой литературы имени А. М. Горького (в 1952 году он находился в Музее А. М. Горького в Москве). Долгое время было принято рассматривать его как этюд к большому портрету писателя. Именно так его воспринимал автор монографии о творчестве Малютина Дмитрий Сарабьянов. Он отмечал в лице Фурманова на этом этюде мягкость, хрупкость, недостаток силы и уверенности. По его мнению, художник сохранил положение тела модели, но изменил трактовку, выявив в окончательном варианте гуманизм, простоту, душевность, внутреннюю волю, силу, решимость писателя.
В беседе с Зингером дочь художника О. С. Малютина заявила, что малоизвестный портрет Фурманова на самом деле был сделан позже, и не с натуры, а с уже готового основного портрета. Зингер в своей книге приводил слова О. С. Малютиной: «Этюды к портретам Сергей Васильевич, как правило, не писал».
Малоизвестный портрет подписан. Датируется он, как и основной портрет, 1922 годом. Художник создал его, по воспоминаниям О. С. Малютиной, когда большой портрет находился ещё на мольберте, то есть сразу после заключительного (пятого) сеанса. Зингер высказывал предположения о возможных причинах создания второго портрета. По его мнению, художник мог быть не удовлетворён основным портретом (в частности, известно, что он был недоволен изображением рук, — на небольшом изображении их просто нет). По другому предположению, художник сделал копию. Так дочь художника вспоминала, что малый портрет был подарен писателю — «в знак искренней симпатии и благодарности за помощь в работе». Третье предположение — художник хотел сделать иную версию портрета. Если первый портрет, по мнению Зингера, даёт многогранное представление о Фурманове, соединяя различные качества его натуры, то второй концентрирует внимание зрителя лишь на одноплановых чертах — мягкости, душевности, сердечной теплоте. В нём господствует состояние мечтательной созерцательности. Заметно проступает болезненность модели. Изменены и краски, которые «тоньше, приглушённее», применена кое-где лессировка, усилен розоватый цвет карнации, а чтобы нейтрализовать его, Малютин ввёл розовую краску и в изображение серой ткани шинели, высветлил фон, сделал более расплывчатыми контуры силуэта фигуры. Линии лица не столь чёткие, как на более известном портрете. Дмитрий Шелестов также считал этот портрет самостоятельным произведением художника, отмечал его интимность и лиричность.

## Реплики портрета Фурманова
Зингер отмечал влияние полотна Малютина на портрет Серго Орджоникидзе, исполненный Евгением Лансере в 1923 году. Лансере использовал те же аксессуары и композицию, но, по утверждению искусствоведа, несмотря на эмоциональный накал, уступил Малютину в психологической глубине. Также он отмечал, что изображение молодого человека на заднем плане картины Ефима Чепцова «Заседание сельской ячейки» (1924, это персона имеет реального прототипа — руководителя сельских комсомольцев Г. А. Сухомлинова) чрезвычайно близко к картине Малютина.

## «Портрет Д. А. Фурманова» на почтовых открытках
В СССР портрет неоднократно воспроизводился на почтовых открытках: в 1958 году под названием «Портрет писателя Д. А. Фурманова» (Москва, издательство «ИзоГиз», тираж 100 000 экземпляров), в 1964 году — под названием «Портрет писателя Дмитрия Андреевича Фурманова» (издательство «Советская Россия», тираж 50 000), а также в 1973 году — под названием «Портрет Д. А. Фурманова» (издательство «Советская Россия», тираж 50 000).